# Linkenchelys multipora
Linkenchelys multipora is een straalvinnige vissensoort uit de familie van kuilalen (Synaphobranchidae). De wetenschappelijke naam van de soort is voor het eerst geldig gepubliceerd in 1989 door Smith.